# Saison 1 de Luz à Osville
Chronologie
Saison 2
Cet article présente la première saison de la série télévisée d'animation américaine  Luz à Osville (The Owl House).
Elle est diffusée aux États-Unis depuis le 10 janvier 2020 sur Disney Channel.

## Guide des épisodes

### Épisode1:Portail magique
- États-Unis : 10 janvier 2020 sur Disney Channel
- France,  Suisse : 15 avril 2020 sur Disney Channel France
- Québec : 8 janvier 2021 sur La Chaîne Disney

### Épisode2:Les sorcières avant les enchanteurs
- États-Unis : 17 janvier 2020 sur Disney Channel
- France,  Suisse : 15 avril 2020 sur Disney Channel France
- Québec : 15 janvier 2021 sur La Chaîne Disney

### Épisode3:Abomination abominable
- États-Unis : 24 janvier 2020 sur Disney Channel
- France,  Suisse : 22 avril 2020 sur Disney Channel France
- Québec : 22 janvier 2021 sur La Chaîne Disney

### Épisode4:L’intrus
- États-Unis : 31 janvier 2020 sur Disney Channel
- France,  Suisse : 22 avril 2020 sur Disney Channel France
- Québec : 29 janvier 2021 sur La Chaîne Disney

### Épisode5:Convention
- États-Unis : 7 février 2020 sur Disney Channel
- France,  Suisse : 29 avril 2020 sur Disney Channel France
- Québec : 5 février 2021 sur La Chaîne Disney

### Épisode6:Le manoir animé
- États-Unis : 21 février 2020 sur Disney Channel
- France,  Suisse : 6 mai 2020 sur Disney Channel France
- Québec : 12 février 2021 sur La Chaîne Disney

### Épisode7:Jeux de Langages
- États-Unis : 28 février 2020 sur Disney Channel
- France,  Suisse : 13 mai 2020 sur Disney Channel France

### Épisode8:Échange de corps
- États-Unis : 6 mars 2020 sur Disney Channel
- France,  Suisse : 7 octobre 2020 sur Disney Channel France

### Épisode9:Pari risqué, pari piégé
- États-Unis : 13 mars 2020 sur Disney Channel
- France,  Suisse : 14 octobre 2020 sur Disney Channel France
- Québec : 5 mars 2021 sur La Chaîne Disney

### Épisode10:Le sceptre magique
- États-Unis : 20 mars 2020 sur Disney Channel
- France,  Suisse : 7 octobre 2020 sur Disney Channel France
- Québec : 26 février 2021 sur La Chaîne Disney

### Épisode11:Auteur à succès
- États-Unis : 11 juillet 2020 sur Disney Channel
- France,  Suisse : 14 octobre 2020 sur Disney Channel France

### Épisode12:En quête de nouveaux sorts
- Turquie : 16 avril 2020 sur Disney Channel Turquie[12]
- États-Unis : 18 juillet 2020 sur Disney Channel
- France,  Suisse : 21 octobre 2020 sur Disney Channel France

### Épisode13:Jour de rentrée
- États-Unis : 25 juillet 2020 sur Disney Channel
- France,  Suisse : 21 octobre 2020 sur Disney Channel France

### Épisode14:De minuscules problèmes
- États-Unis : 1er août 2020 sur Disney Channel
- France,  Suisse : 28 octobre 2020 sur Disney Channel France

### Épisode15:Remuer le passé
- États-Unis : 1er août 2020 sur Disney Channel
- France,  Suisse : 28 octobre 2020 sur Disney Channel France

### Épisode16:Le bal de promo
- États-Unis : 8 août 2020 sur Disney Channel
- France,  Suisse : 4 novembre 2020 sur Disney Channel France
- Québec : 23 avril 2021 sur La Chaîne Disney

### Épisode17:Improvise comme les sorcières
- États-Unis : 15 août 2020 sur Disney Channel
- France,  Suisse : 18 novembre 2020 sur Disney Channel France
- Québec : 30 avril 2021 sur La Chaîne Disney

### Épisode18:La douleur d'une sorcière
- États-Unis : 22 août 2020 sur Disney Channel
- France,  Suisse : 25 novembre 2020 sur Disney Channel France
- Québec : 7 mai 2021 sur La Chaîne Disney

### Épisode19:Sang neuf, âmes anciennes
- États-Unis : 29 août 2020 sur Disney Channel
- Suisse : 5 février 2021 sur Disney+[20]
- France : 21 mars 2021 sur Disney Channel France[21]
- Québec : 14 mai 2021 sur La Chaîne Disney